# Estación San Patricio (Buenos Aires)
San Patricio es una estación ferroviaria ubicada en la localidad del mismo nombre, partido de Partido de Chacabuco, Provincia de Buenos Aires, Argentina.

## Servicios
Presta servicios de pasajeros a Junin y Mendoza. Por sus vías corren trenes de carga de la empresa estatal Trenes Argentinos Cargas.

## Historia
En el año 1865 fue inaugurada la Estación, por parte del Ferrocarril Buenos Aires al Pacífico, en el ramal Retiro-Junín.